# Problema di Suslin
In matematica, il problema di Suslin è una proposizione riguardante gli insiemi totalmente ordinati posta da Mikhail Yakovlevich Suslin in un lavoro pubblicato postumo nel 1920. È stato dimostrato che essa è indipendente dagli assiomi della teoria degli insiemi di Zermelo - Fraenkel, ovvero non può essere né dimostrata vera né dimostrata falsa a partire da questi assiomi.

## Formulazione
Sia R un insieme non vuoto totalmente ordinato che soddisfa le seguenti quattro proprietà:
- R non ha né un elemento massimo né un elemento minimo
- L'ordine in R è denso, ovvero tra ogni due elementi se ne trova un altro
- L'ordine in R è completo, ovvero ogni insieme limitato non vuoto ha un estremo superiore e un estremo inferiore
- Ogni collezione di intervalli aperti di R disgiunti a due a due è numerabile

Allora esiste un isomorfismo d'ordine tra R e la linea reale R?
Se l'ultima proprietà è rimpiazzata dalla richiesta che R contenga un sottinsieme denso numerabile (ovvero che R sia separabile), allora è possibile dimostrare che questo isomorfismo esiste.